# Marriott Executive Apartments
Marriott Executive Apartments – amerykańska sieć hotelowa należąca do Marriott International. Powstała w 2015. Pierwszy hotel otworzono w Addis Abebie, w Etiopii. Do sieci należą 34 hotele z łącznie 4 669 pokojami (31 grudnia 2021). 

## Hotele
Do sieci należy 29 hoteli na całym świecie, w tym cztery hotele w Europie. W Polsce hotele Marriott Executive Apartments nie występują (19 luty 2023).

### Afryka
- Etiopia

- Marriott Executive Apartments Addis Ababa

- Południowa Afryka

- Marriott Executive Apartments Johannesburg, Melrose Arch

### Ameryka Łacińska & Karaiby
- Brazylia

- São Paulo Marriott Executive Apartments

- Panama

- Marriott Executive Apartments Panama City, Finisterre

### Azja & Oceania
- Chiny

| * Marriott Executive Apartments Hangzhou                      | * The International Trade City, Yiwu – Marriott Executive Apartments |
| * TEDA, Tianjin – Marriott Executive Apartments               | * The Lakeview, Tianjin – Marriott Executive Apartments              |
| * The Fairway Place, Xi’an – Marriott Executive Apartments    | * The OCT Harbour, Shenzhen – Marriott Executive Apartments          |
| * The Imperial Mansion, Beijing Marriott Executive Apartments | * The Sandalwood, Beijing Marriott Executive Apartments              |

- Indie

| * Lakeside Chalet – Marriott Executive Apartments | * Marriott Executive Apartments Hyderabad |

- Indonezja

- The Mayflower, Jakarta – Marriott Executive Apartments, Jakarta

- Korea Południowa

- Yeouido Park Centre, Seoul – Marriott Executive Apartments

- Tajlandia

| * Marriott Executive Apartments Bangkok, Sukhumvit Thonglor | * Sathorn Vista, Bangkok – Marriott Executive Apartments  |
| * Mayfair, Bangkok – Marriott Executive Apartments          | * Sukhumvit Park, Bangkok – Marriott Executive Apartments |

### Bliski Wschód
- Arabia Saudyjska

- Marriott Executive Apartments Riyadh, Makarim

- Bahrajn

- Marriott Executive Apartments Manama, Bahrain

- Zjednoczone Emiraty Arabskie

| * Marriott Executive Apartments Al Jaddaf, Dubai | * Marriott Executive Apartments Downtown Abu Dhabi | * Marriott Executive Apartments Dubai Creek |

### Europa
- Belgia: Bruksela Marriott Executive Apartments European Quarter
- Kazachstan: Atyrau Marriott Executive Apartments Atyrau
- Węgry: Budapeszt Millennium Court – Marriott Executive Apartments
- Wielka Brytania: Londyn Marriott Executive Apartments London, Canary Wharf